# روت فورد (هنرپیشه)
روث فورد (انگلیسی: Ruth Ford؛ ۷ ژوئیهٔ ۱۹۱۱ – ۱۲ اوت ۲۰۰۹) یک هنرپیشه اهل ایالات متحده آمریکا بود.